# 노구치 고로
노구치 고로(野口 五郎)는 일본의 가수 겸 배우로, 본명은 사토 야스시(佐藤 靖)이다.
기후현 미노시 출신으로, 소속사는 오피스 지이다.
신고산케(新御三家)의 한명으로서 1970년대 일본을 대표하는 남성 아이돌 가수였다. 대표곡으로는 사철연선(私鉄沿線), 달콤한 생활(甘い生活), 오렌지의 비(オレンジの雨) 등이 있다.

## 출연

### 드라마
- 1999년 《케이조쿠》
- 2006년 《공명의 갈림길》